# Jacques Vaucherot
Jacques Vaucherot est un écrivain français né le 10 janvier 1923 à Les Mazures (Ardennes) et décédé le 8 avril 2006 à Tarbes (Hautes-Pyrénées).
Après des études à Charleville-Mézières, il fut professeur de lettres classiques, notamment au collège Peiresc, à Toulon (Var). Mais est surtout connu comme l'auteur du livre « Les Patates », publié en 1962 chez Flammarion et adapté à l'écran par Claude Autant-Lara.
Il a également rédigé des recueils de poésie et des pièces de théâtre, jamais publiées. Il participa régulièrement à la revue littéraire ardennaise La Grive.
Jacques Vaucherot est le grand-père maternel de l'illustrateur Vincent Lévêque.